# Ardisia dom
Ardisia dom är en viveväxtart som beskrevs av Martin Roy Cheek. Ardisia dom ingår i släktet Ardisia och familjen viveväxter. Inga underarter finns listade i Catalogue of Life.